# 薩博·伊斯特萬
瑙吉奧塔德的薩博·伊斯特萬（匈牙利語：Nagyatádi Szabó István；1863年9月17日—1924年11月1日），匈牙利王國農業主義政治家，他創立匈牙利歷史上第一個全國性農民政黨，並於1910年成為該國首位農民出身的議員，致力於透過民主土地改革計劃捍衛農民利益，這最終讓他在奧匈帝國結體之際成為匈牙利民意基礎最高的政客。薩博在隨後爆發的匈牙利內戰期間倒向貴族保守派一方，透過對農民就土地改革的承諾，幫助霍爾蒂·米克洛什與拜特倫·伊斯特萬等人建立匈牙利王國。然而，局勢穩定後就遭政府的棄用。攝政王驅逐卡爾一世導致政府與貴族保守派交惡後，拜特倫再次和薩博合作建立統一黨，贏得1922年匈牙利議會選舉，然而，拜特倫掌權後便與薩博決裂，並被指控參與賄賂，審判期間，薩博在一場意外中去世。

## 戰前

### 早年
薩博·伊斯特萬出生在匈牙利的一个改革宗农民家庭，位于紹莫吉州埃尔迪奇科索科尼。他从小在父母的土地上工作，通过辛勤努力成功解除了家庭小农场的负担，并增加了收入。20岁时，他入伍到布达佩斯，为期3年，这座不断发展的城市深深影响了他的思想。退役后，他回到家乡成为一名农民。

### 展露頭角
随着他逐渐积累了一些财产，他于27岁时被选为村级法官。尽管继续从事体力劳动，但他始终保持对政治事件的关注，并逐渐成为村庄法官中备受尊敬的领袖人物。1904年，他当选为索莫吉县立法机构委员会的成员，代表小地主，必须为农民利益与地主、资本家和知识分子斗争。这期间，他的见识、政治和行政知识以及演讲技巧都得到了增强。虽然他曾是独立党的支持者，但联合执政期间的失望使他意识到，只有农民的独立党才能真正代表农民的利益。
1908年1月，索莫吉县小农联合会成立，薩博被选为主席。在他和同伴的领导下，这个联合会迅速团结了索莫吉县的农民，总督描述薩博为“整个运动的发起人和灵魂[...]他拥有非常值得注意的演讲技能，经常出现，并且尤其努力从报纸中获取话题和知识以影响他的同伴。”同年夏天，由于纳吉塔迪议员职位的空缺，当地农民推荐薩博·伊斯特萬作为候选人。专业政治家并不争相竞选这个职位，薩博凭借索莫吉县小农联合会的支持轻松击败了独立候选人，成为匈牙利议会历史上第一位农民出身的议员。作为议员，他得到了前缀，并成为了瑙吉奧塔德的薩博·伊斯特萬。

### 成立小農黨
薩博·伊斯特萬的政治活动赢得了多瑙河西部富裕农民阶层的支持，同时也受到农业工作者的关注，他们看到他可能成为他们的盟友。在1909年，他在圣加隆（Szentgál）成立了全国小地主和农民党，这是第一个以小地主为主体的政党。该党的18点纲领明确表明其进步和民主的立场：要求普遍的秘密选举权、累进税制度以及通过赎买土地和信托的方式剥夺大地主的土地。
1910年，他率领着三人的党团进入议会。尽管党在1909年的纲领中稍微收敛，承认匈牙利贵族阶层在政治上的普遍领导地位，但他们仍将自己视为代表民众利益的政党。在党成立大会上的演讲中，薩博持续一个多小时，他的演讲受到了当时报纸的高度赞扬：
“今天我们在议会听到了人民的声音。伯爵们，包括伊斯特万·蒂沙在内，惊讶地倾听了这个农民的呼声。一个普通的农民给议会展示了一面镜子，让现行的行政机构、现行的立法机构和现代农村的生活看看自己的真实面貌。”
这段引文引起了1910年7月10日《佩斯日报》社论的关注。
蘇維埃共和國時期，他隱居在自己的村莊裡，沒有與無產階級專政進行任何形式的交往。1919年1月，當匈牙利貴族的反共和勢力團結後，薩博猶豫了一下，最終決定站在貴族保守派一邊。

## 霍爾蒂時代

### 掌權
随着无产阶级专政的崩溃，薩博的小地主党成为了匈牙利最强大的政党，而纳吉塔迪本人也成为了该国最受欢迎的政治家之一。在共和国政府倒台后，由工会组成的第一个政府由佩德尔·朱拉领导，试图通过与进步市民政治人士的合作完善政府。因此，他与纳吉塔迪·伊斯特万进行了谈判。然而，在联合政府形成之前，弗里德里希·伊斯特万领导的政变推翻了佩德尔政府。在弗里德里希政府中，薩博被任命为农业部长。然而，他的任期很短暂，在政府重组后，农业部长的职位由鲁宾克·朱拉接替。
战争和革命期间对土地改革的承诺令乡村的贫困人口感到失望，现在他们期待着新政府提出国家主义口号的土地改革。大多数大地主认为适度的土地改革是不可避免的，但他们认为最好由坚持温和主张的鲁宾克·朱拉来完成。与此同时，反革命力量组织起来，将小地主党视为他们最重要的对手之一。
在1919年9月，霍尔希元帅逐渐掌握了真正的权力，并得到了协约国的支持。他邀请纳吉塔迪前往谈判，之后纳吉塔迪开始支持霍尔希的总督任命。一些人猜测，他试图说服霍尔希支持小地主党的农业计划，尤其是土地改革的实施。

### 改革受挫
在国民议会选举前，霍尔希等人需要一个强大、统一的小地主党来支持自由选举。在一些压力下，纳吉塔迪同意了与鲁宾克·朱拉领导的Sokorópátka的联合小地主和农民党的合并。1920年，通过这个合并形成的全国小地主和农民党以绝对优势赢得了国民议会选举，在国民议会获得了绝对多数席位。尽管如此，纳吉塔迪没有成为总理。他在迅速更迭的政府中获得了位置，并在1920年至1921年和1922年至1924年期间担任了农业部长。
當薩博開始推動土地改革計畫後，他的行動很快遭遇魯賓克與拜特倫·伊斯特萬為首的貴族保守派阻攔，霍爾蒂與泰萊基首相雖在口頭上提供支持，但並無實際行動。導致薩博被迫辭職。

### 東山再起
1921年，卡爾一世發動政變試圖從霍爾蒂手中奪回匈牙利，泰萊基因為支持皇帝被霍爾蒂以拜特倫取代，但拜特倫也因此與支持皇帝的貴族交惡，使他試圖藉農民支持贏得1922年大選，薩博也有意恢復土改計畫，於是兩人一拍即合，組成統一黨。

### 書目
- Nagy József: Földműves képviselők az 1920-as nemzetgyűlésben [2]
- Molnár József: Áchim és Nagyatádi, Magyar Szemle, 1998. október
- Szabó Miklós: A Kisgazdapárt útja és tévútja, Beszélő Online 5. szám, [3]
- Pelle János: Hasznos balekok, avagy a korrupciós botrányok arcai, hvg.hu 2008.12.08.
- Barta Róbert: A rendszer szilárd támasza. Az Egységes Párt, Rubikon Online [4].
- Komlós János: Elárult ország, Gondolat, 1961, 223-230. p.
- Börtön és tébolyda, in Szabó László: Bűnügyi múzeum, Népszava kiadó, Budapest, 1984
- Sipos Péter: A kormányzó. Horthy Miklós História, 1990-056[5]